# Sven Lorig

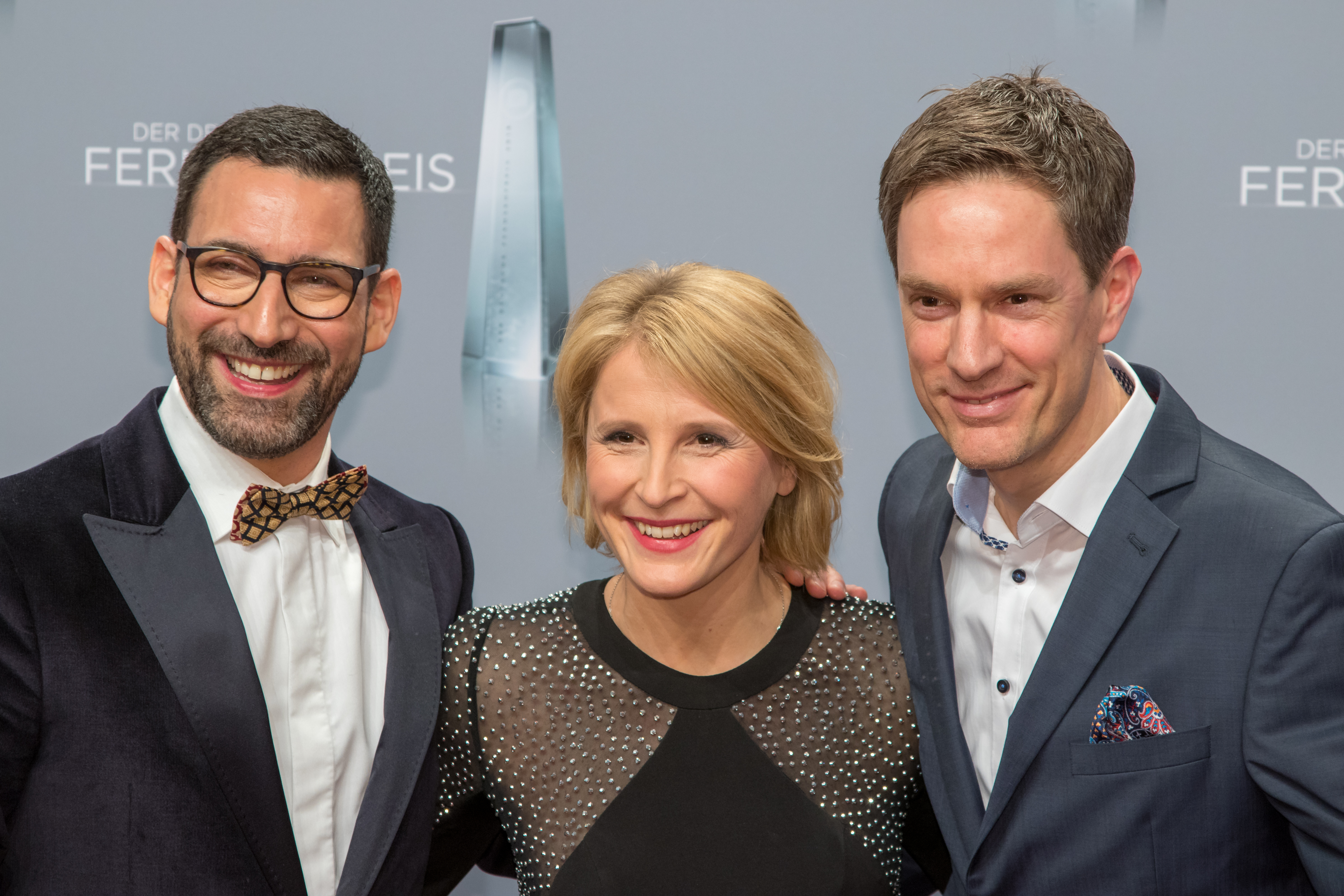
Till Nassif (l.), Susan Link (m.) und Sven Lorig (r.) beim Deutschen Fernsehpreis 2018

Sven Alexander Lorig [ˈloːʁɪk] (* 2. Oktober 1971 in Hilden, Nordrhein-Westfalen) ist ein deutscher Fernsehmoderator und -journalist.

## Leben und Wirken
Sven Lorig machte als Schüler erste Erfahrungen im Journalismus in der Lokalredaktion einer Tageszeitung. Nach dem Abitur 1991 am Helmholtz-Gymnasium Hilden und anschließendem Wehrdienst studierte er ab 1992 Geschichtswissenschaft und Politikwissenschaft an der Universität Düsseldorf, wo er 2000 seinen Abschluss machte. Er arbeitete während dieser Zeit bei Radio Neandertal als Reporter, Redakteur und Moderator.  Später hielt er an der Düsseldorfer Universität Seminare über Hörfunk.
Lorig war in mehreren Hörfunk- und Fernsehredaktionen beschäftigt: 17:30 Sat.1, Radio Bremen TV, WDR- und ARD-Hörfunk sowie ZDF. Seit Juli 2003 moderiert Lorig das ARD-Morgenmagazin, seit Juni 2009 Das Schlagzeilenquiz, ab dem 11. April 2010 Dings vom Dach. Vom 30. April 2012 bis zum 10. Dezember 2016 war er Hauptmoderator des Nachtmagazins. Am 26. September 2017 moderierte er nach langer Unterbrechung wieder das Nachtmagazin. Den Wochenspiegel moderierte er von 2012 bis zu dessen Einstellung im August 2014. Im Jahr 2012 gewann er mit dem Team des ARD-Morgenmagazins den deutschen Fernsehpreis. Seit Februar 2016 moderierte er im Wechsel mit anderen Kollegen WDR Aktuell, 2023 auch erstmals die Aktuelle Stunde. Als in der Nachbarstadt Hilden Ansässiger kommentiert er seit 2015 die jährliche Live-Übertragung des Düsseldorfer Rosenmontagszuges.
Lorig hat die Bücher Deutschland und Lässig laufen und Warum Fitness keine Folter braucht verfasst.
Er ist verheiratet und hat drei Töchter.

## Schriften
- Deutschland – Ein Was ist was-Buch, Band 126. Tessloff, Nürnberg 2008, ISBN 978-3-7886-1513-0.
- Lässig laufen: warum Fitness keine Folter braucht. Bastei Lübbe, Köln 2016, ISBN 978-3-404-60871-3.
- als Herausgeber: I have a dream!: Kühne Ideen verändern die Welt. Meyers, Mannheim 2010, ISBN 978-3-411-07813-4.